# Litografia

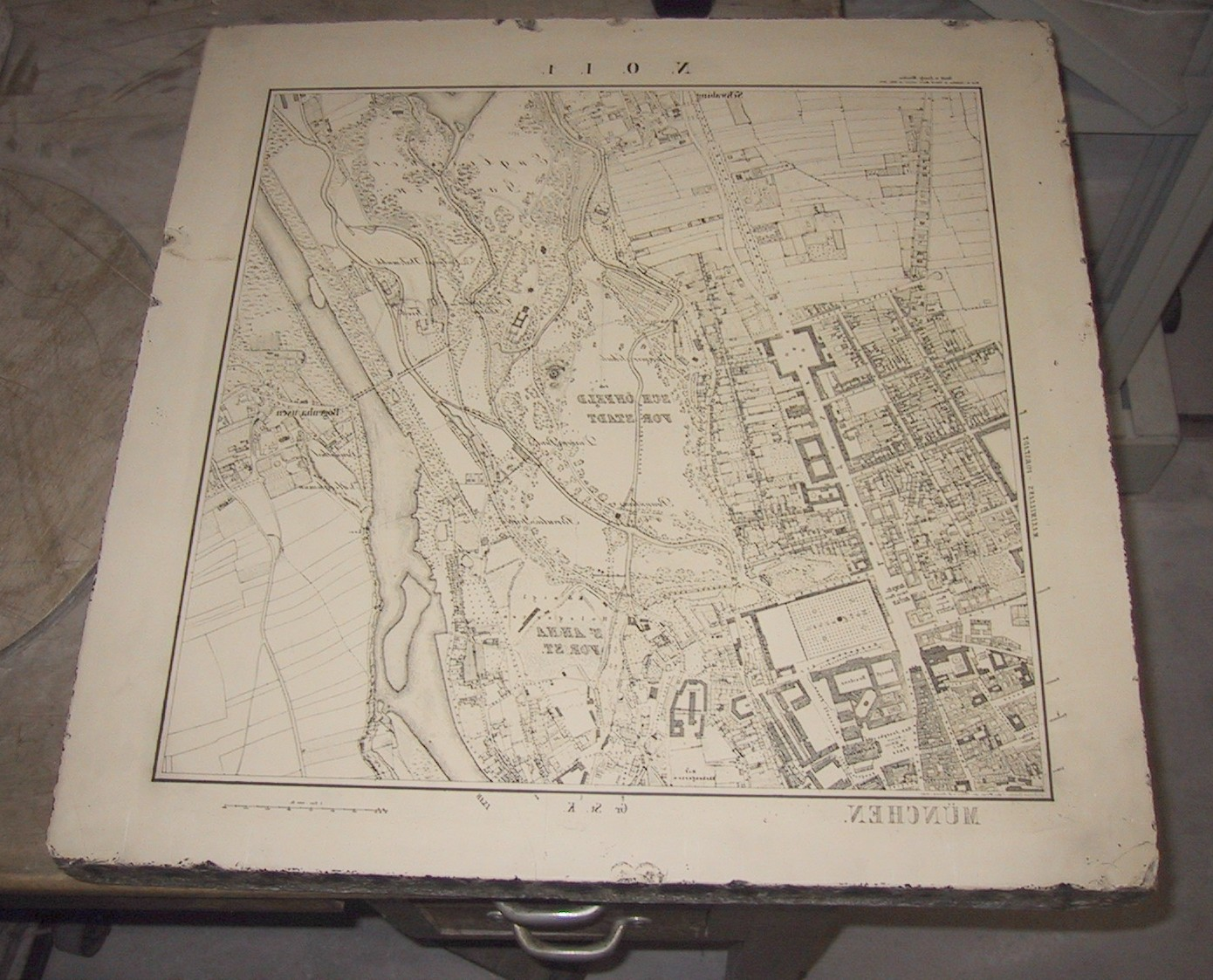
Pedra litogràfica per a imprimir el mapa de Múnic.

La litografia (del grec λίθος, lithos, pedra i γράφειν, graphein, escriure) és una tècnica o mètode d'impressió sobre superfície plana, desenvolupada entre 1870 i 1880, que es basa en la repulsió (no solubilitat) entre l'oli i l'aigua. La va inventar en 1798 el dramaturg bavarès Alois Senefelder i actualment s'utilitza sobretot per a fer impressions d'alta qualitat de cartells de pel·lícules clàssiques.
A Europa va ser molt usada per a cartells del modernisme i a Amèrica el principal litògraf va ser George Miller.
Així mateix, reben el nom de litografia, a més del sistema d'impressió, cadascun dels exemplars obtinguts per aquest procediment, així com el taller on es realitza aquest tipus de treballs. Encara que de forma incorrecta, és freqüent en l'actualitat denominar a les empreses d'arts gràfiques com litografies.

## Etimologia
El mot català "litografia" prové del grec antic lithos pedra, i graphe dibuix.

## Procés tècnic
La litografia es pot aplicar directament usant qualsevol tècnica pictòrica o de dibuix: pinzell, ploma, llapis, pastel, etc. Per a aquest tipus d'impressió s'utilitza una pedra calcària, o altre tipus de pedra, lluentada sobre la qual es dibuixa la imatge a imprimir. Aquest procés es basa en la incompatibilitat de solubilitat entre el greix i l'aigua. La pedra o planxa s'humiteja amb una solució de goma aràbiga i àcid nítric, que fa resistent la tinta de les zones no dibuixades i que, al contrari, s'absorbeixi la tinta de base greixosa o d'oli de les zones dibuixades. Així, una vegada la pedra està humitejada, la tinta d'impressió solament queda retinguda en les zones dibuixades prèviament. La impressió és un reflex simètric, com vist en un mirall, del dibuix original.
Per a cada color s'ha d'usar una pedra diferent i, evidentment, el paper haurà de passar per la premsa d'imprimir tantes vegades com tintes s'emprimin. D'altra banda, la litografia facilita la creació múltiple d'una imatge per mitjà d'impressions de color superposades. Andy Warhol, per exemple, va popularitzar als anys seixanta els seus retrats múltiples, tot i que ell va fer servir la serigrafia.
Ja fa anys que les pedres litogràfiques han estat substituïdes per planxes de metall que tenen les mateixes propietats que la pedra, però es continua anomenant litografia artística.
Posteriorment, amb l'aparició de les rotatives es van començar a emprar làmines flexibles de zinc o d'alumini, i més recentment de plàstic, en substitució de les pesades pedres litogràfiques. Amb la incorporació de la fotolitografia, aquestes planxes van deixar de ser dibuixades a mà, ja que la sensibilització química per medis fotogràfics de la seva superfície permetia exactes reproduccions fotogràfiques.

## Resultat
El resultat final d'una litografia recorda al resultat d'un dibuix. També existeix la fotolitografia
Aquesta tècnica era al principi massa lenta i costosa per a la producció de cartells. La majoria dels cartells eren produïts en blocs de fusta (xilografia) o gravats del metall amb poc color o disseny. La tècnica de la litografia era lenta, laboriosa i exigia precisió extrema en la composició.
Malgrat la litografia hagi caigut en desús com a procediment d'impressió, actualment el podem trobar vinculat al món de les arts plàstiques.

## Als Països Catalans
En els cartells impresos mitjançant el sistema litogràfic, tan freqüents en la segona meitat del segle xix i primeres dècades del segle xx, s'utilitzaven quinze, vint o més tintes. Entre ells són de destacar els que anunciaven les curses de braus, els de Setmana Santa, i els dissenyats en la zona republicana durant la Guerra Civil espanyola.
A Catalunya -i a tot l'estat espanyol- el pioner de la litografia és Josep March amb la seva estampa de l'escut de la Junta de Comerç, del 1815, custodiada a la Biblioteca de Catalunya, institució que també posseeix una vuitantena d'altres "incunables litogràfics", nom amb què es coneixen les estampes litogràfiques anteriors a 1825. Encara que aquest procediment va ser extensament usat amb fins comercials, la major part dels grans pintors dels segles xix i xx també el van emprar, ja que facilitava obtenir un cert nombre de còpies d'un mateix treball: Picasso, Toulouse-Lautrec, Miró, Mondrian, Ramon Casas, Tàpies, Alfons Mucha, etc.

## Galeria d'imatges

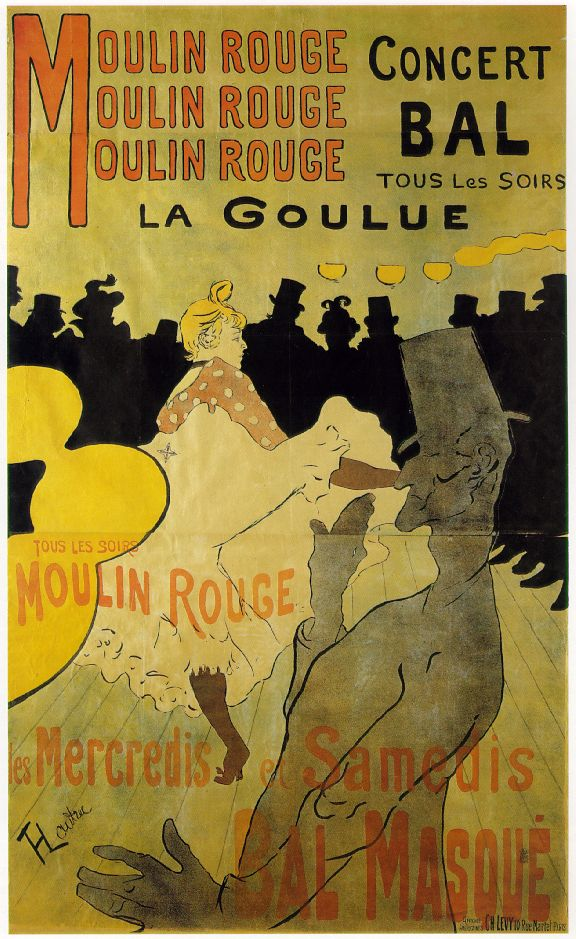
Moulin Rouge - La Goulue
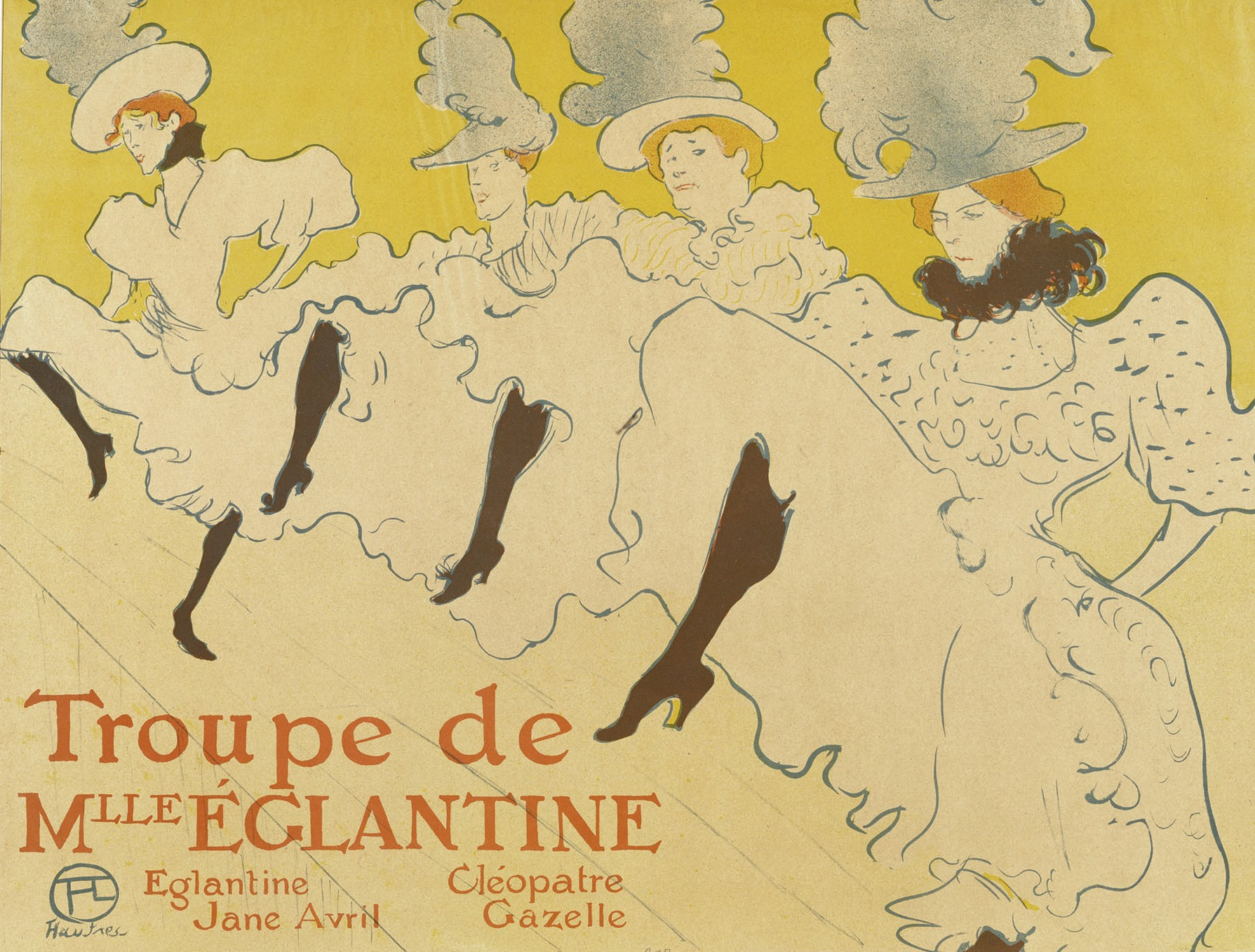
La troupe de Mlle Eglantine
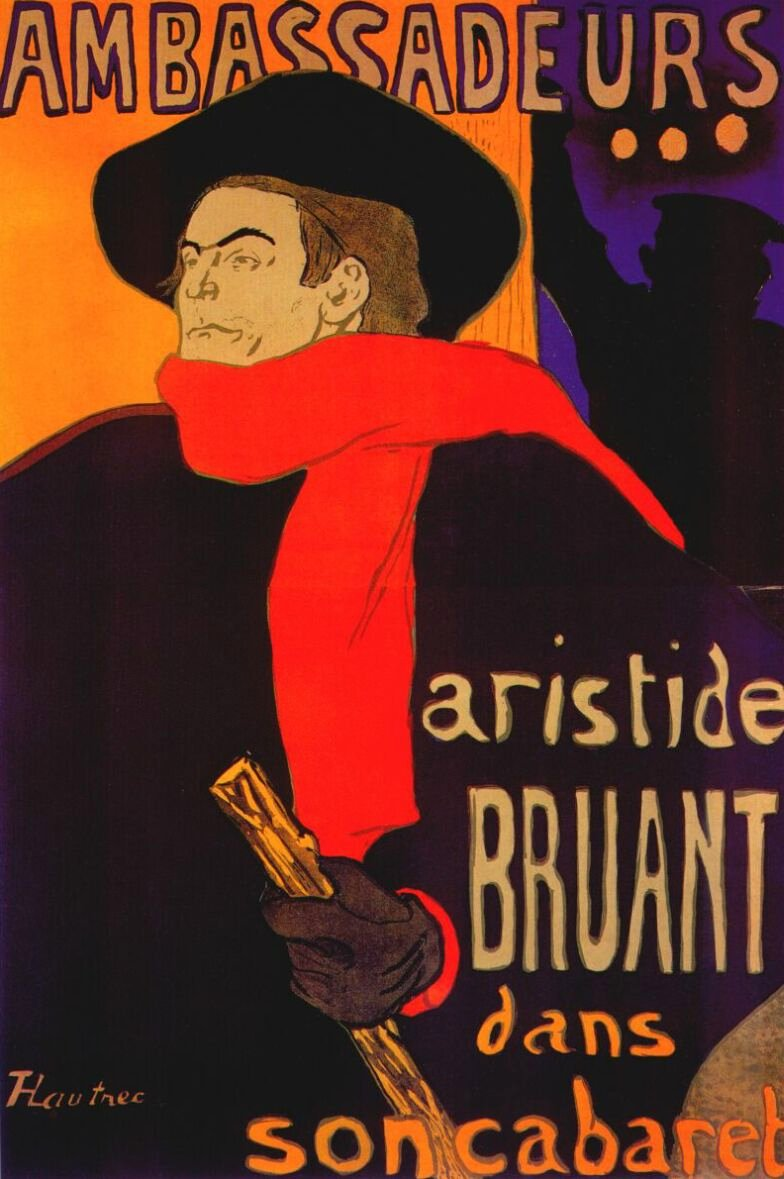
Aristide Bruant
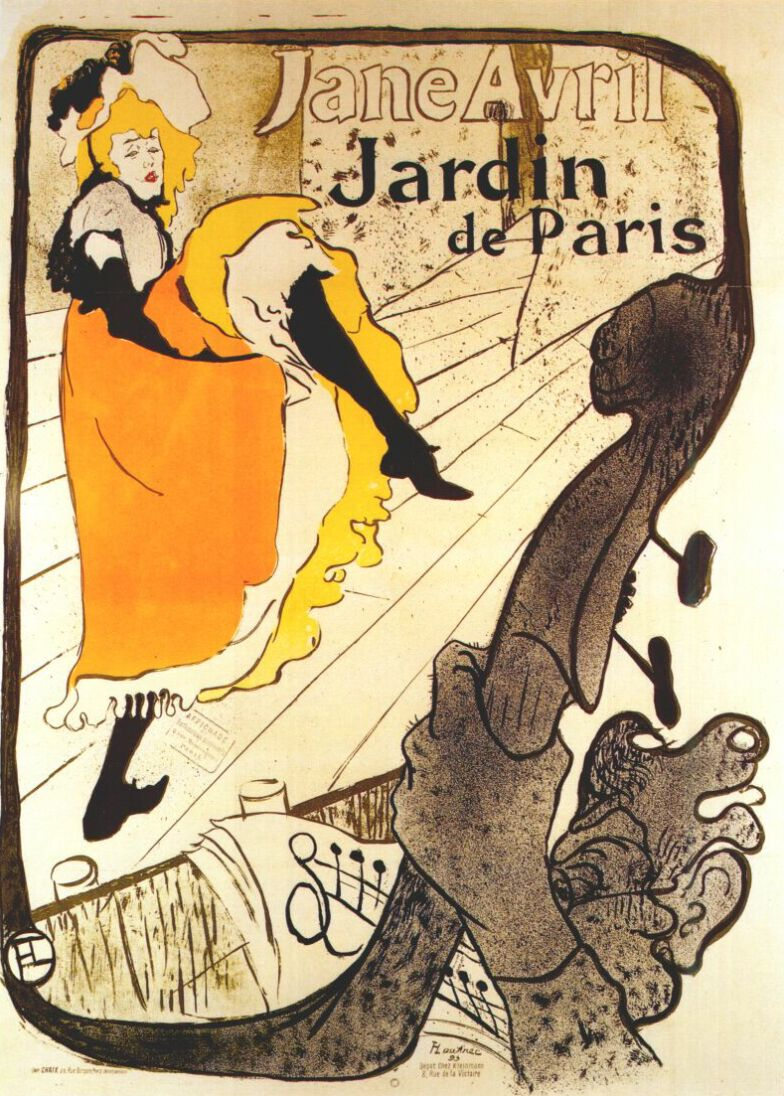
Jane Avril
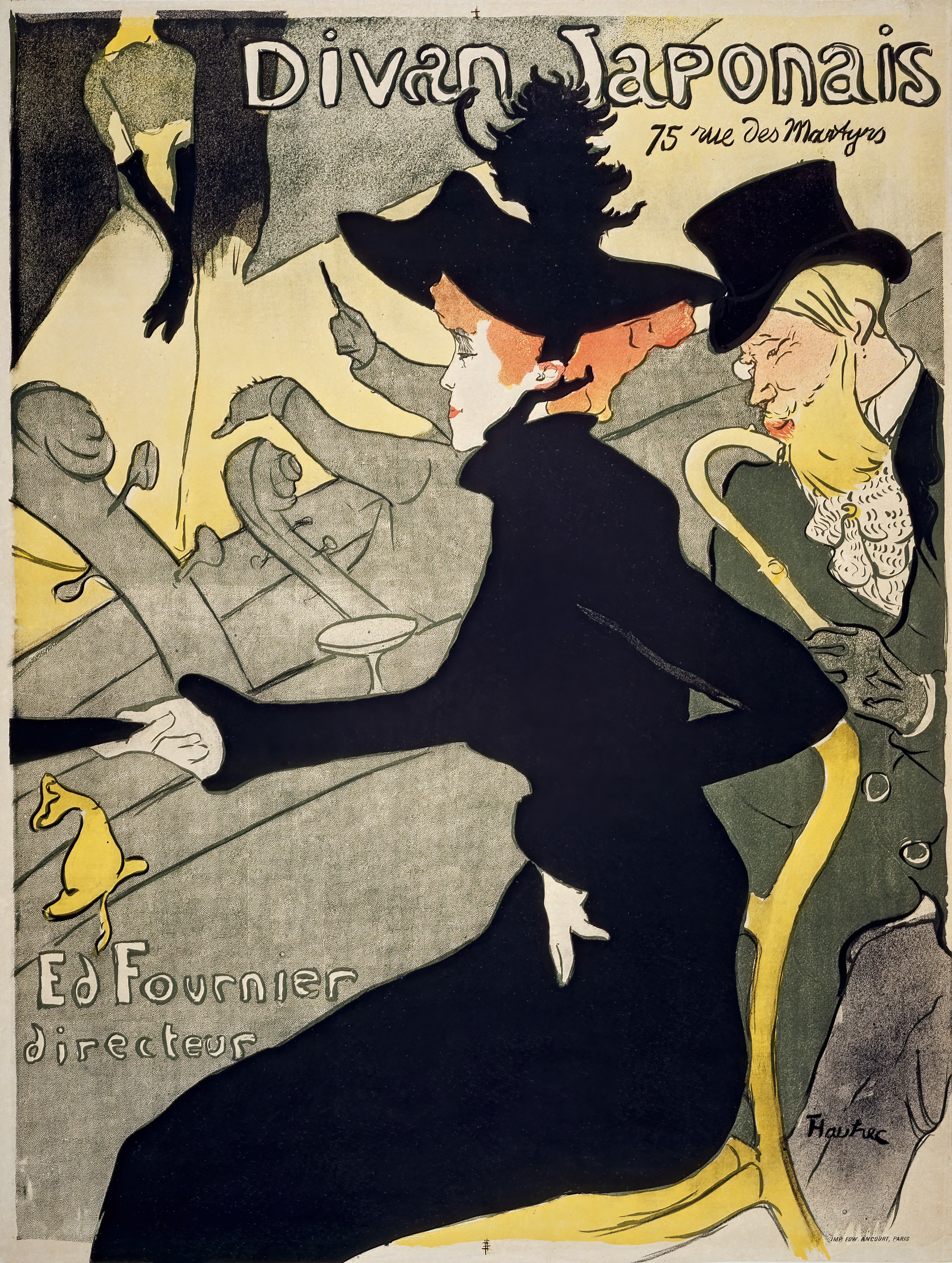
Divan japonès